# Іван Лукачич
Марко Іван Лукачич (Lucacich або Lucacih, о. Йоаннес де Сібініко; хрещений 7 квітня 1587, Шибеник — 20 вересня 1648, Спліт) — хорватський музикант і композитор епохи Відродження та раннього бароко.

## Біографія
Точна дата народження Івана Лукачича невідома. У 1587 році він охрестився в Шибенику, де вважають він народився. Через десять років Іван Лукачич увійшов до ордену францисканців і прийняв монаше ім'я Іван. У 1600 році в Італії вивчав теологію та музику. 23 березня 1615 року він отримав у Римі ступінь Магістра музики. У 1614 р. Іван Лукачич брав участь у святі святого Ієроніма в церкві святого Єроніма слов'ян у Римі. Він повернувся до Шибеника в 1618 році, а через два роки переїхав до Спліта, де став пріором францисканського монастиря. Також він був директором музики в соборі, де проживав до своєї смерті. Перебування Лукачича в Італії недостатньо задокументоване, його участь у Спліті, як пріора, так і музиканта, залишила цілий запис першокласного значення для музичного життя того часу в Далмації.

## Творчість
У 1620 році Лукачич видав свою єдину колекцію мотетів. Згідно з титульним аркушем та посвятою, Джакомо Фінетті, на той час маестро ді капела у церкві деі Фрарі у Венеції, передав їх архієпископу Спліту. Всього за час тривалого перебування Лукачича в Італії було написано 27 мотетів. Характерними для його творів є чіткі мелодійні лінії та простота гармонійного потоку. Монодичні мотети, як і більшість творів з колекції, вдаються до біблійних текстів чи літургійних читань — це блискуче збалансовані мініатюри. Серед двосерійних мотетів Da pacem, Домін відрізняється винятковою віртуозністю, тоді як трисерійний Домін, puer meus містить драматичний діалог, подібний до ораторії , між Христом, оповідачем і сотником. На початку 17 століття новий стиль бароко вже був прийнятий в Далмації, а Спліт, де діяли такі композитори як Т. Чеккіні та М. Романо, був одним з найважливіших музичних центрів. Лукачич досяг чудового синтезу ранньобарокового венеціанського церковного стилю та місцевих рис.

## У популярних ЗМІ
Ансамбль ранньої музики « Відродження» виконує та записав мотети Івана Лукачича у рамках програми «Подорож Далмацією».